# Chasmodia zikani
Chasmodia zikani är en skalbaggsart som beskrevs av Ohaus 1928. Chasmodia zikani ingår i släktet Chasmodia och familjen Rutelidae. Inga underarter finns listade i Catalogue of Life.